# سیارک ۳۷۲۲
سیارک ۳۷۲۲ (به انگلیسی: 3722 Urata، نامگذاری:1927UE) سه هزار و هفتصد و بیست و دومین سیارک کشف شده‌است که در ۲۹ اکتبر ۱۹۲۷ و در هایدلبرگ کشف شد.
قدر مطلق سیارک برابر ۱۲٫۹۰ است.